# 27576 Denisespirou
27576 Denisespirou è un asteroide della fascia principale. Scoperto nel 2000, presenta un'orbita caratterizzata da un semiasse maggiore pari a 2,9366058 UA e da un'eccentricità di 0,1125158, inclinata di 2,89266° rispetto all'eclittica.